# Chronik der Stadt Osnabrück/1876–1900
Diese Liste ist eine Teilliste der Chronik der Stadt Osnabrück. Sie listet datierte Ereignisse von 1875 bis 1900 in Osnabrück auf.

## 1876
- Baubeginn des Gefängnisses am Kollegienwall. Der Bau wird 1880 vollendet.[1]
- Anlage des Jüdischen Friedhofs am Johannisfriedhof.
- 4. September: Der Osnabrücker Turnerbund wird von 29 Handwerkern gegründet. Sie spalten sich vom 1873 gegründeten TV Vorwärts aufgrund von sozialistischen Tendenzen des Vereins ab.[2]
- 26. September: Ersaufen des Stüveschachtes durch einen großen Wassereinbruch.
- 15. November: Die Oldenburger Südbahn nimmt ihren Betrieb bis zum Bahnhof Eversburg auf.

## 1878
- 27. August: Das Gebäude des Landgerichts Osnabrück am Neumarkt wird bezogen.

## 1879
- An der Bahnstrecke nach Löhne wird der Bahnhof Lüstringen eingerichtet.[3]
- Der 1873 vom MTV-Osnabrück abgespaltene Turnverein Vorwärts wird wegen sozialdemokratischer Umtriebe verboten.[4]

## 1880
- Inbetriebnahme einer Aufbereitung am Hasestollen.
- Oberbürgermeister Johannes von Miquel wird zum Ehrenbürger der Stadt Osnabrück ernannt.
- 18. August: Das Ehrenmal für die Gefallenen des Krieges 1870/71 wird auf dem Neumarkt enthüllt.

## 1882
- An der Alten Münze wird der Neubau der seit 1840 bestehenden Kleinkinderbewahranstalt durch Balduin Weidner eingeweiht.[5]

## 1883
- Die Stadt Osnabrück tritt dem Deutschen Kolonialverein bei.[6]

## 1884
- 1. Oktober: Erste Ausgabe des Osnabrücker Tageblatts.[7]

## 1885
- Die über die Jahre zum Amtsboten geschrumpfte Zeitung Osnabrückischen Anzeigen wird eingestellt.[8]
- 1. April: Reichskanzler Otto von Bismarck wird zum Ehrenbürger der Stadt Osnabrück ernannt.

## 1886
- 14. August: Feierliche Eröffnung der Bahnstrecke Haller Willem nach Bielefeld.

## 1888
- 21. November: Gründung der Sektion Osnabrück des Deutschen Alpenvereins.[9]

## 1889
- 2. August: Die Stadt verkauft die Zeche Piesberg an den Georgs-Marien-Bergwerks- und Hüttenverein.

## 1890
- Beginn der öffentlichen Trinkwasserversorgung. Das Wasserwerk Schinkel nimmt seinen Betrieb auf.

## 1891
- Der regionale Zweig des Deutschen Metallarbeiter-Verbandes (DMV), Vorgänger der IG Metall, wird gegründet.[10]
- Januar/Februar: Ein starkes Hochwasser der Hase zerstört die Pernickelmühle und das Hasewehr.[11][12]
- 28. April: Gründung der Domschule.

## 1892
- 8. Januar: Die mehrfache Raubmörderin Dorothee Buntrock wird in ihrer Wohnung in der Großen Hamkenstraße verhaftet. Sie wird ein Jahr später hingerichtet.[13]
- 8. Juli: Grundsteinlegung der Bergkirche.

## 1893
- 1. September: Großer Wassereinbruch in der Zeche Piesberg mit 9 tödlich verunglückten Bergleuten.
- 1. November: Einweihung der Bergkirche.

## 1894
- Der Italiener Ignacio Toscani aus dem Dolomiten-Tal Cadore eröffnet in Osnabrück ein Geschäft zum Verkauf von Speiseeis. Diese erste Eisdiele Osnabrücks ist auch eine der ersten in Norddeutschland.[14]
- 30. April: Das 1. Osnabrücker Maisingen zu Ehren von Justus Wilhelm Lyra findet am Hasetor statt.[15]

## 1895
- 2. Januar: Mit dem Kauf der Grunerschen Papierfabrik in Gretesch durch Felix Hermann Maria Schoeller entsteht die Firma Felix Schoeller
- 24. April: Der neue Centralbahnhof Osnabrück nimmt seinen Betrieb auf und ersetzt den Hannoverschen Bahnhof und den Bremer Bahnhof.

## 1896
- 14. Juni: Der Haltepunkt Osnabrück-Hasetor nimmt seinen Betrieb auf.

## 1898
- 18. Juni: Die Zeche Piesberg wird stillgelegt.

## 1899

1899: Gründung des VfL Osnabrück

- Das 1. Bataillon des Infanterie-Regiment Nr. 78 bezieht die neu errichtete Caprivi-Kaserne.[16]
- 17. April: Gründung des VfL Osnabrück unter dem damaligen Namen FC 1899 Osnabrück.
- 4. Oktober: Das Renthe-Fink-Haus, ein Waisenhaus des Deutschen Kriegerbund nimmt seinen Betrieb auf. Heute gehört das Gebäude zum Ameos Klinikum Osnabrück.[17]

## 1900
- 1. Januar: Das erste goldene Buch der Stadt wird angelegt.[18]